# 國立屏東商業技術學院
國立屏東商業技術學院，簡稱屏商、屏商學院或屏東商院，前身為1991年成立的國立屏東商業專科學校。位於臺灣屏東縣屏東市，地處省道台1線上，屏東市東邊與麟洛鄉交界處，距屏東火車站約6至7分鐘車程。設有商業、管理、資訊、語言及人文社會等五大學群，十三學系，十研究所。2014年8月1日，屏東商院與國立屏東教育大學合併為國立屏東大學。原屏東商院之校區改稱「國立屏東大學屏商校區」

## 校務發展
該校於87學年度正式獲得升格改制技術學院，並在改制滿三年及各項條件均符合改名科技大學後向中華民國教育部提出改名科技大學案，經過第一階段資料審查與第二階段實地訪視後，曾獲教育部通過於90學年度起改名為「國立屏東應用科技大學」；但此案於行政院「技職校院變更審議委員會」遭否決，並請學校籌備兩年後再提出改名。
學校於92學年度再次提出於93學年度正式改名為「國立屏東商業大學」，卻遭「技職校院變更審議委員會」以「優先考慮與鄰近學校整併升格改名」為由再度否決改名案。93學年度下學期曾接到教育部來文，希望在校務會議中通過國立屏東商業技術學院、國立屏東教育大學、國立屏東科技大學三校合併，於94學年度合併為「國立屏東大學」；但該案僅在國立屏東科技大學校務會議中獲通過，其他兩校均否決。
該校在追求國際化及為提昇教育品質，近年來積極從事業務流程之整合及優質化，2000年通過ISO9001國際品保認證，成為全國第一所通過ISO9001國際品保認證之國立學校，2002年再通過ISO9001－2000年版國際品保認證，辦學績效再度獲得肯定。該校為國內三間國立商業技職學府中，校地面積最大的學校，共有15.1公頃，而全校教職員生人數僅3500人左右，空間比也相當大，由於校園內種滿大大小小的花草樹木，因此有「公園學校」的美譽。
2014年8月1日，與國立屏東教育大學合併為國立屏東大學。原國立屏東商業技術學院之校區改稱「國立屏東大學屏商校區」

## 沿革
- 1991年，國立屏東商業專科學校創校，設置五專部及二專部企業管理科、國際貿易科、財務金融科、會計科。至此南部亦有國立商專，完成北中南各一座商專的建構（另二所為臺北商專、臺中商專）
- 1992年，增設二年制不動產經營科、資訊管理科。
- 1994年，增設五專部應用外語科。
- 1998年，升格國立屏東商業技術學院。成立二技部不動產經營系、國際貿易系、財務金融系、會計系、資訊管理系
- 1999年，增設企業管理系、應用外語系。
- 2000年，增設休閒事業經營系、應用日語系、翻譯系。
- 2001年，增設行銷與流通管理系、資訊科技系、商業自動化與管理系。
- 2002年，增設資訊管理研究所碩士班。
- 2003年，增設不動產經營研究所碩士班、行銷與流通管理研究所碩士班、應用外語研究所碩士班。
- 2004年，增設國際企業研究所碩士班。
- 2005年，停招翻譯系。
- 2006年，增設資訊科技應用研究所碩士班、經營管理研究所碩士班、電腦與通訊系。
- 2008年，增設休閒遊憩與創意產業管理研究所碩士班。資訊科技應用研究所併入資訊科技系為碩士班。
- 2009年，增設財務金融系碩士班、企業電子化研究所。應用外語系改名應用英語系。
- 2013年，國際企業研究所併入國際貿易系為碩士班
- 2014年，與國立屏東教育大學合併為國立屏東大學，原校址改稱「國立屏東大學屏商校區」。原屬國立屏東商業技術學院之各系，皆改稱「學系」。休閒遊憩與創意產業管理研究所併入休閒事業經營學系為碩士班；經營管理研究所併入企業管理學系為碩士班、企業電子化研究所併入自動化商業與管理學系為碩士班。資訊科技系改名資訊工程學系。

## 校徽
- 因台灣商業漸趨國際化型態，所以利用「較具現代感與國際性的幾何圖形」為元素來設計。
- 以屏字為架構，加深大眾對國立屏東商業技學院座落於屏東的印象。
- 在幾何圖形中，「以矩形為造型」代表校訓「誠、敬、禮」，並將其做「群化的集合」，代表校訓中的「群」。
- 將圖形發展為菱形，可代表中國算盤中的算珠，表現「中國的商業精神」。

## 校歌
大武山　朝陽輝煌　

南台灣　惠風和暢　

巍峨黌舍　弦歌悠揚　
力學修己善群　煥呼經濟文章　

誠信敬業　奮發向上 

知書達禮致用　實踐均富理想　

桃李俊秀　綠蔭芬芳　
大武山　朝陽輝煌　南台灣　惠風和暢　

屏東商院　山高水長　

屏東商院　山高　水長

## 歷任校長
- 第一任：杜炯烽
  - 代理：楊文霖
  - 代理：李春長
- 第二任：顏火龍
  - 代理：王隆仁
- 第三任：林俊昇

## 學制演變
在1998年改制為商業技術學院前，屏東商專招收五專、日二專、夜二專等三種學制學生。在改制學院初期，新設學制以二技為主，並陸續增加四技日間部及進修部學制。為使學制單純化，改制後不久即逐年減少專科部班級數，並陸續將二技部停招，改以四技為主。
屏東商業技術學院目前已無任何專科部或二技部班級，現有學制如下：
- 研究所：碩士班、碩士在職專班
- 日間大學部：四年制技術系
- 進修推廣部：四年制技術系

## 系所概況
| | |
| - 商業學群 - 國際貿易系 （页面存档备份，存于） - 國際企業研究所 - 財務金融系暨研究所 （页面存档备份，存于） - 會計系 （页面存档备份，存于） - 管理學群 - 企業管理系 （页面存档备份，存于） - 經營管理研究所 - 不動產經營系暨研究所 （页面存档备份，存于） - 休閒事業經營系 （页面存档备份，存于） - 休閒遊憩與創意產業管理研究所 - 行銷與流通管理系暨研究所 （页面存档备份，存于） - 商業自動化與管理系 （页面存档备份，存于） - 企業電子化研究所 | - 語文學群 - 應用英語系暨研究所 （页面存档备份，存于） - 應用日語系 （页面存档备份，存于） - 資訊學群 - 資訊管理系暨研究所 （页面存档备份，存于） - 資訊工程系暨研究所 （页面存档备份，存于） - 電腦與通訊系 （页面存档备份，存于） - 人文社會學群 - 通識教育中心 （页面存档备份，存于） - 師資培育中心 （页面存档备份，存于） - 體育室 （页面存档备份，存于） |

## 學校榮譽表現
- 1998年5月5日，教育部於「第十三屆全國技術及職業教育研討會」頒授本校「八十六學年度辦學績優」(總評)、「八十六學年度視導評鑑良學校」及「八十六學年度行政考核優良學校」獎狀。
- 2010年，2010南部企業最愛南部大專校院排行榜，國立屏東商業技術學院(前身國立屏東大學屏商校區)榮獲技術學院排名第2名
- 2010年，2010年大學生評鑑調查「哪些學校畢業生最受企業青睞？」，國立屏東商業技術學院(前身國立屏東大學屏商校區)榮獲技術學院全國排名第10名
- 2011年，2011南部企業最愛大學調查，國立屏東商業技術學院(前身國立屏東大學屏商校區)榮獲技術學院排名第3名

## 關連項目
- 國立屏東教育大學
- 台灣大專院校列表
- 屏東縣各級學校列表

## 外部連結
- 發現新台灣-屏東商業技術學院（页面存档备份，存于）
- 國立屏東商業技術學院全球資訊網
- 國立屏東商業技術學院學生會
- 國立屏東大學(屏商校區) 校務與財務資訊公開專區